# 吴丈蜀
吴丈蜀（1919年—2006年），字恂子，笔名芜茕、荀芷、飘蓬等，男，四川泸州人，中国书法家、作家，曾任湖北省文史研究馆馆长，中华诗词学会副会长，中国书法家协会理事。